# Mickey Kantor
Michael Kantor, detto Mickey (Nashville, 7 agosto 1939), è un politico e avvocato statunitense, dapprima rappresentante per il Commercio e successivamente segretario al Commercio durante l'amministrazione Clinton.

## Biografia
Nato a Nashville, nel Tennessee, conseguì nel 1961 la laurea in Economia e Commercio alla Vanderbilt University, nella città natale. Dopo aver servito per quattro anni come ufficiale nella Marina degli Stati Uniti, si iscrisse alla facoltà di giurisprudenza della Georgetown University dove nel 1968 conseguì un JD, ossia un dottorato in diritto. Iniziò a lavorare per la Legal Services Corporation, un'organizzazione non-profit che fornisce assistenza legale ai lavoratori agricoli immigrati negli USA; e fu in questo periodo che Kantor conobbe Hillary Clinton. Nel 1976 si trasferì a Los Angeles dove lavorò come avvocato nello studio legale Manatt, Phelps, Phillips & Kantor e cominciò inoltre il suo impegno in politica nella raccolta di fondi per il Partito Democratico.
Dopo l'ascesa di Bill Clinton alla presidenza (1993) Kantor fu nominato rappresentante per il Commercio. Il 12 aprile 1996, dopo la morte in un incidente aereo di Ronald H. Brown, l'allora segretario al Commercio degli Stati Uniti d'America, Kantor assunse anche quest'ultimo incarico. Rimesso il mandato nel 1997, Kantor ritornò a fare l'avvocato; risiede a Washington e a Chicago e lavora nello studio legale internazionale Mayer Brown.